# 每日秀
《每日秀》是一部美國的深夜新聞諷刺類電視節目，每逢星期一至四東岸時間晚間11時在喜劇中心頻道（Comedy Central）播映。
《每日秀》於1996年7月21日首播，由克雷格·克雷別（Craig Kilborn）主持，直至1998年12月他離開這部節目為止。其後由喬恩·斯圖爾特（Jon Stewart）接手《每日秀》，並將它轉型為一套更加關注政治和國家媒體的節目，而非克雷別時代對流行文化的關注。這部節目現時是喜劇中心最長壽的節目，已經播映了23年，而且更於歷屆黃金時段艾美獎（Primetime Emmy Awards）上共獲取40項提名及贏得18個獎項，包括連續十屆拿下了“最佳綜藝/音樂/喜劇節目奖”（Outstanding Variety, Music or Comedy Series）的獎項。
《每日秀》自稱為一部新聞惡搞節目，諷刺內容取材於當時的新聞故事、政治人物、媒體機構，但更常出現的不同方面的自嘲。這部節目經常以喬恩·史都華的一段長長的獨白為開始，談到當時的政治頭條新聞，並與節目的記者們談論到這些新聞。記者們會用一種幽默誇張的方式來「對抗」「正常而認真的」史都華，反證事情中的荒謬性，從而帶出其中的喜劇效果。節目最後一環是邀請一位名人上來進行訪談，嘉賓範圍包括了影星、音樂人、政客和作家等。
《每日秀》在美國的年輕觀眾之中十分流行。據皮尤研究中心（Pew Research Center）等機構作出的調查所得，《每日秀》有近75%的經常性觀眾都是在18-49歲之間，其中這些觀眾有近一半都是為了節目中的娛樂性而收看，與收看CNN的人中有64%為了獲取最新頭條的原因大相逕庭。評論家有斥責斯圖爾特在他的節目裡並沒有對政客嘉賓作出深入而足夠的訪談，特別當中有些嘉賓是他在其他環節中曾經諷刺過。斯圖爾特與《每日秀》的寫手都有反駁，表示他們沒有肩負記者責任，身為喜劇演員的他們應該只是向觀眾提供娛樂。斯圖爾特更親自出席CNN的節目《Crossfire》談到这一問題，並對CNN身為一個新聞頻道，旗下的製作和主持人沒有作出資訊多而貼近時事的訪談作出抨擊。
在2005年，喜劇中心推出《每日秀》的衍生節目《科拜爾報告》（The Colbert Report），以《每日秀》記者史蒂芬·科拜尔（Stephen Colbert）為主持人。這兩套節目檔期相連（東岸晚上11時為《每日秀》，11時30分為《科拜爾報告》播映時間），因此兩部節目經常有許多互動环節。另外，《每日秀》也有國際版本，稱之為《每日秀：全球版本》（The Daily Show: Global Edition），每週一集，於海外電視頻道和CNN國際頻道播映。
2015年2月10日，斯图尔特宣布将在年底离开《每日秀》。根据官方声明，喜剧中心频道有意延续该节目，后继者為特雷弗·諾亞（Trevor Noah）。
2022年9月特雷弗·諾亞表示他將不再擔任《每日秀》的主持，隨著2022年的最後一集於12月8日上映，他正式卸下主持的身份。2023年新的《每日秀》則暫時採嘉賓主持的模式，每週更換一名主持，新的固定主持尚未確定。

## 模式

### 開頭環節

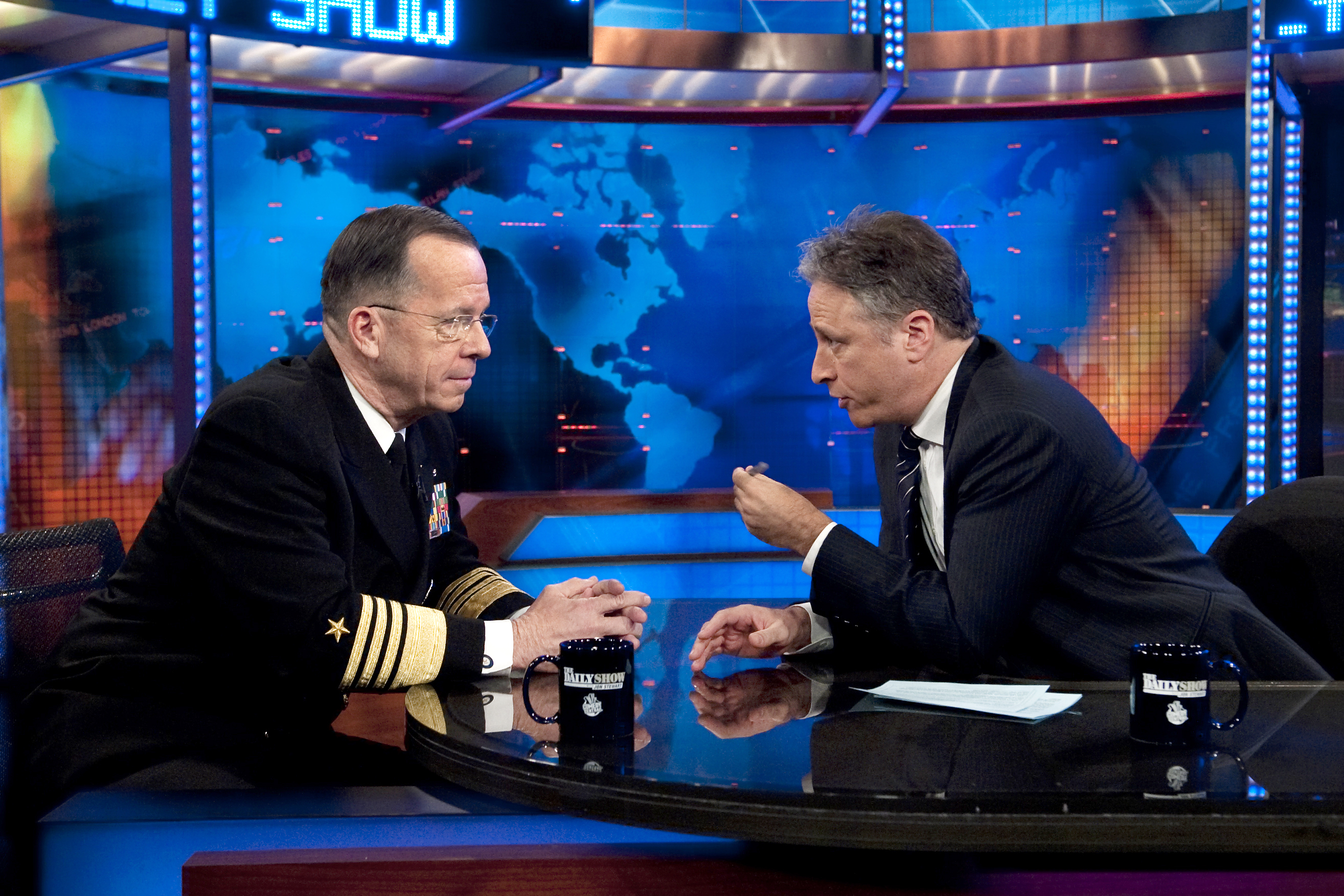
喬恩·斯圖爾特在2010年一集《每日秀》裡面與美國海軍上將米高·馬倫（Admiral Michael Mullen）進行訪談

每集開首是播音員德魯·伯恩斯（Drew Birns）朗讀出日期和一句介紹。這句介紹是「喜劇中心的紐約世界新聞總部為您呈獻，《喬恩斯圖爾特的每日秀》」（"From Comedy Central's World News Headquarters in New York, this is The Daily Show with Jon Stewart."）。在以前這句介紹為「這是《與喬恩斯圖爾特的每日秀》，有史以來最重要的電視節目」（"This is The Daily Show with Jon Stewart, the most important television program, ever."）。介紹完畢後，就輪到主持人喬恩·斯圖爾特的一段獨白，談到當時的新聞故事和政治大事。

### 報導員環節
獨白之後通常接下來就是與《每日秀》的記者交流的環節，常常都會出現一些在某方面的「資深」專家，站在綠幕背景前扮成於某個地區報導，並與坐在主播席的喬恩·斯圖爾特交流。這些報導人員的「專長」十分廣泛，取決於他們將要報導的內容，既有正常不過的「專家」，如「資深政治分析員」（Senior Political Analyst），或是荒謬至極到好像「資深兒童猥褻專家」（Senior Child Molestation Expert）等等。這些報導人員經常會用幽默、荒謬和誇張的手法談論時事，而斯圖爾特就如一位認真且正常的主播。這種表演方式稱之為「喜劇二重奏」（comedy duo），裡面一個角色是正常理性的，而另一個則表現得比較傻及好笑。透過兩人對話反證事情的荒謬性，帶來喜劇效果。

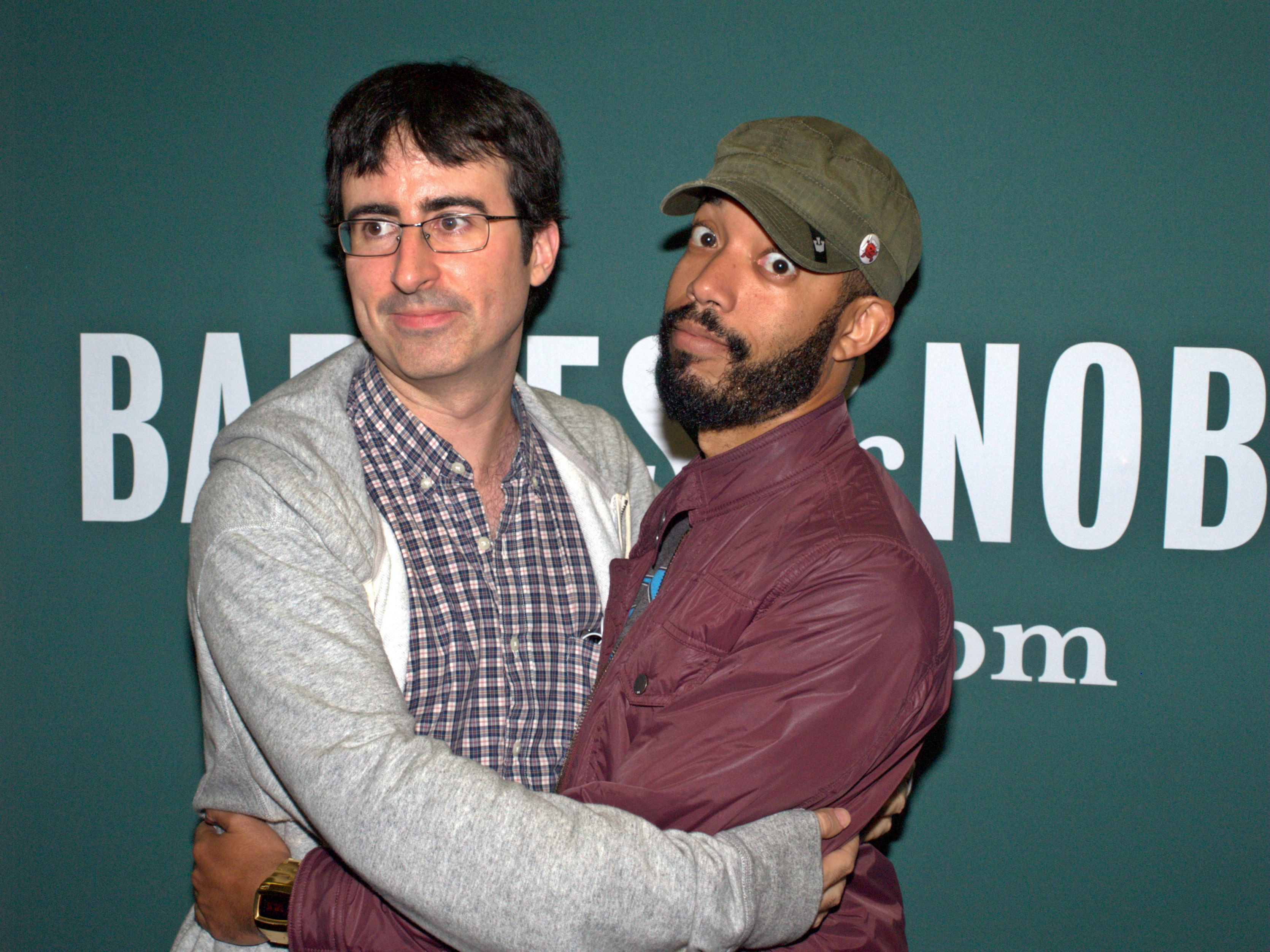
《每日秀》的兩位記者人員，約翰·奧利弗（约翰·奥利弗）及韋恩·辛歷克（Wyatt Cenac），出席於《地球》（Earth (The Book)）一書的推出儀式

雖然《每日秀》裡面的記者人員經常自稱在海外報導，但許多場景都是在攝影棚裡面製作，只有很少數的情況下才會有劇組人員真正進行外景拍攝。舉例來說，在2007年8月20日那星期的《每日秀》展示了一連串環節稱為「沉默驚雷行動：每日秀在伊拉克」（"Operation Silent Thunder: The Daily Show in Iraq"），真正在伊拉克由記者羅伯·雷戈（Rob Riggle）報導。在翌年8月，雷戈去到中國報導2008年夏季奧林匹克運動會，該環節被稱為「羅伯雷戈：追龍」（"Rob Riggle: Chasing the Dragon"）。2009和2010年，《每日秀》也有在伊朗和南非的拍攝，分別是報導2009年的伊朗大選和2010年的南非世界盃。
與記者交流環節裡面展示了一群循環出現的記者班，節目人物不時要到不同地點以幽默手法報導現時的新聞故事，並與有關人士進行訪談。其話題覆蓋層面十分廣泛，節目早年記者們主要傾向採訪有趣人物的故事，例如是大腳（Bigfoot）愛好者。不過自斯圖爾特在1999年接手《每日秀》後，採訪焦點改為更傾向於政治，實地採訪亦更加集中於反映時事和爭議話題。克雷別時代和斯圖爾特時代的早期，大部份受訪者根本就不察覺《每日秀》的幽默成份，但在2000及2004年總統大選後這部節目人氣急升，令到許多受訪者都瞭解到這部節目的喜劇元素。

### 循環環節
《每日秀》裡面一些環節不時都會再次出現，例如是「回到黑暗」（"Back in Black"）、「上帝一週」（"This Week in God"）與「天災預備!?!」（"Are You Prepared?!?"）、「潮流聚焦」（"Trendspotting"），以及近期的「金錢對話」（Money Talk）等。自2003年伊拉克戰爭爆發後初期，節目出現了一環節稱為"Mess O' Potamia"（與美索不達米亞的英語諧音），集中於美國對中東的政策，特別是對伊拉克的政策。《每日秀》由斯圖爾特主持時，大選都是節目的重要取材來源。每逢大選的時候節目就會有一個重要環節，稱為「選而未決」（"InDecision"，惡搞NBC新聞的一個稱為"Decision"的環節）。在2000、04及08年的總統大選裡，節目人員出外前往舉行民主黨全國大會和共和黨全國大會的城市拍攝一週的特別集。在2006年美國中期選舉，一整個星期的《每日秀》都在有舉行選舉的俄亥俄州拍攝。「選而未決」在2000至2010年之間的選舉最後都以選舉夜（Election Night）特別集直播作為高潮結束。2011年3月1日，《每日秀》「選而未決2012」的第一集播出。

### 名人訪談
在節目的第三部份，主持人會與一位名人嘉賓進行訪談，嘉賓範圍包括演員、音樂人、作家、運動員和政客等等。在斯圖爾特成為主持人後，嘉賓的選擇漸漸傾向了非文學作家、政治評論員以及重要政治人物。在《每日秀》的早年，它很艱難才可以約到高調的政治人物，例如在1999年，曾經擔任《每日秀》記者的史提夫·卡爾（Steve Carell）在「選而未決2000」要訪問共和黨候選人約翰·麥凱恩（John McCain）時遇到很大困難。不過當2000及2004年大選過後，曾經大力覆蓋選舉話題的《每日秀》人氣暴增，2006年時雜誌《滾石》（Rolling Stone）更形容斯圖爾特主持下的《每日秀》是「不論總統候選人還是軍事獨裁者，任何想推銷書本或看起來緊貼潮流的人必去之處」（"the hot destination for anyone who wants to sell books or seem hip, from presidential candidates to military dictators"）；而《新聞週刊》（Newsweek）稱之為「電視上最酷的中途站」（"the coolest pit stop on television"）。
近年曾經上過《每日秀》的重大政治人物包括了現任美國總統巴拉克·奧巴馬、副總統喬·拜登、前總統吉米·卡特和比爾·克林頓、前英國首相貝理雅和白高敦、前巴基斯坦總統佩爾韋茲·穆沙拉夫、賴比瑞亞總統愛倫·強森-希爾利夫、玻利維亞總統埃沃·莫拉萊斯、前墨西哥總統比森特·福克斯·克薩達。節目邀請的嘉賓還有許多前任或現任的政府機關官員和內閣成員，以及許多國會成員。在大選年間有一些總統候選人曾經在競選期間上過《每日秀》，包括約翰·麥凱恩、約翰·克里與巴拉克·奧巴馬。2006年9月13日開始，訪談環節裡面加了一個部份，稱為「熱力之椅」（The Seat of Heat），嘉賓要回答一條具挑戰性或怪異的問題。「熱力之椅」只是推出了很短時間就被取消，在2006年末就沒有回歸。
曾經有上過《每日秀》的運動明星包括了勒邦·占士和岩士唐等人。

### 結束環節
在結束環節裡面，斯圖爾特有時會拉到緊接其後播出的《科拜爾報告》，與《科拜爾報告》的主持人史蒂芬·科拜爾進行簡短的交流。最初在《科拜爾報告》於2005年10月推出時，交流環節是每日都有，但兩年後改為一星期兩次，之後2009年更減少至一星期一次。現時這個交流環節只會幾個禮拜才出現一次。與科拜爾交流之後，另一個結束環節內容就是「禪定一刻」（"Your Moment of Zen"），一段沒有任何評論的搞笑短片會播出，而這個環節是自1996年《每日秀》推出以來就一直存在。

## 記者、貢獻者及工作人員
《每日秀》裡面的記者主要有兩大角色，扮演與斯圖爾特就某些議題進行對話的所謂「資深」專家，以及主持實地新聞報導，同時與有關人物進行訪談和給予幽默的評論。現時這支「有史以來最他X棒的新聞團隊」（The Best F#@king News Team Ever）成員包括薩曼莎·比（Samantha Bee）、傑森·瓊斯（Jason Jones）、約翰·奧利弗（John Oliver）、阿西夫·曼迪維（Aasif Mandvi）、韋恩·辛歷克（Wyatt Cenac）、奧莉維亞·蒙恩（Olivia Munn）及阿尔·马德里加尔（Al Madrigal）。比較少出現在節目中的貢獻者有劉易斯·布萊克（Lewis Black）、約翰·荷茨曼（John Hodgman）、克莉絲坦·夏爾（Kristen Schaal）、拉利·威爾摩（Larry Wilmore），他們出場時通常都有專屬自己的循環環節。
本·卡林（Ben Karlin）表示這些幕前的喜劇天才不單在表演上有貢獻，還在在很多方面都有作出幫助。他們不單在創作自己「專屬領域」的報導上扮演不可或缺的角色，更會幫忙參與寫作對白，抑或在預演時加入一些即興發揮。
《每日秀》產生了許多現時知名的喜劇演員，讓有些節目工作人員事業得以提升，例如是史各特·迪卡斯（Scott Dikkers）、史提夫·卡爾、史蒂芬·科拜爾、艾德·赫姆斯（Ed Helms）等人。史各特·迪卡斯是美國惡搞新聞網站洋蔥新聞（The Onion）的總編輯，他形容《每日秀》是一個讓喜劇才能一飛衝天的發射台，表示「我暫時還不知道有什麼節目能比《每日秀》更適合現時就應該將自己的履歷寄過去」（"I don't know if there's a better show you could put on your resume right now"）。至於史提夫·卡爾，他曾在1999至2005年間擔任過記者，後來於NBC的喜劇《辦公室》（The Office）成為主演之一。他將自己的成功歸功於斯圖爾特和《每日秀》。同時在2005年，同樣在《每日秀》長期工作的記者史蒂芬·科拜爾也離開節目，成為了《每日秀》的衍生作品《科拜爾報告》的主持人，並迅速取得大量評論和人氣的支持。艾德·赫姆斯曾於2002至2006年間擔任過《每日秀》記者，之後也去了《辦公室》參與演出，並於2009年的大熱電影《醉爆伴郎團》（The Hangover）擔任主角之一。
幕前《每日秀》經常展示出一些被廣大正統媒體故意或無意忽略的片段，用以諷刺它們和政客，而尋找片段的工作應歸功於幕後人員亞當·朱迪克夫（Adam Chodikoff），《每日秀》的執行製作更讚賞他對這些細微片段的記憶，並形容他為「無名英雄」（Unsung hero）。

## 獎項
在喬恩·斯圖爾特的主持下，《每日秀》獲取大量的讚賞評論。節目因著「選而未決2000」及「選而未決2004」而兩次獲得皮博迪獎（Peabody Awards）。在2001至2011年間，《每日秀》共嬴走18項黃金時段艾美獎，其中有十項是最佳綜藝/音樂/喜劇節目奖（由2003年連續獲獎至2012年），其餘都是綜藝/音樂/喜劇節目最佳編劇奖。另外這部節目也獲GLAAD、電視評論家協會（Television Critics Association）、金衛星獎（Satellite Awards）頒獎表揚。
而由斯圖爾特和《每日秀》班底寫出的2004年暢銷書籍，《美國：公民的民主無為指南》亦被雜誌《出版者周刊》（Publishers Weekly）封為它的「年度風雲書本」（"Book of the Year"）。《美國》的有聲書刪減版本亦於2005年獲頒格萊美獎（Grammy Awards）的最佳喜劇專輯（Best Comedy Album）。在2010年9月，《時代》（Time）雜誌封了《每日秀》為「有史以來100部最佳電視節目」（"The 100 Best TV Shows of All-TIME"）之一。

## 衍生作品

### 荷兰版《每日秀》
荷兰版《每日秀》於2011年1月31日在喜劇中心頻道荷兰版首播。這部節目與原版十分相似，只是主題轉為荷蘭的新聞和以荷蘭角度評論國際大事。荷蘭版本是由喜劇演員Jan-Jaap van der Wal主持，其首集甚至有喬恩·斯圖爾特客串。這部節目是迄今首部及唯一一部《每日秀》系列的衍生作品。

### 書籍
- 《美國：公民的民主無為指南》（America (The Book): A Citizen's Guide to Democracy Inaction，暫譯），在2004年出版，由喬恩·斯圖爾特和《每日秀》的編劇們一起著成，以惡搞和諷刺的方式談論美國的政治體制和世界觀。
- 《地球：外星來客的人族指引》（Earth (The Book): A Visitor's Guide to the Human Race，暫譯），在2010年出版，同樣是斯圖爾特和《每日秀》的寫手合著，與《美國》一書的形式十分相近，但主題集中於行星地球和整個人類文化，而非單純是美國歷史。

## 另見
- 2009年喬恩·斯圖爾特對CNBC的抨擊
- Les Guignols de l'info（英语：Les Guignols de l'info），法國的同類型節目
- Newstopia（英语：Newstopia），澳洲的同類型節目
- Rick Mercer Report（英语：Rick Mercer Report），加拿大的同類型節目
- This Hour Has 22 Minutes（英语：This Hour Has 22 Minutes），加拿大的同類型節目

## 資料來源
1. ↑  Publications. . People-press.org. 2010-09-12  [2012-02-12]. （原始内容存档于2020-03-19）.
2. ↑  Levin, Gary. . USA Today. 2003-10-07  [2008-07-06]. （原始内容存档于2010-05-25）.
3. ↑  Staff writer. . Backstage. 2006-09-25  [2008-07-15]. （原始内容存档于2009年2月19日）.
4. ↑  Humphrey, Steven. . The Portland Mercury. 2006-06-08  [2008-07-09]. （原始内容存档于2021-01-28）.
5. ↑  Nguyen, Keneth. . The Age (Melbourne). 2004-01-22  [2008-07-13]. （原始内容存档于2009-02-20）.
6. ↑  Staff writer. . Editor & Publisher. 2007-08-20  [2012-02-13]. （原始内容存档于2012-03-15）.
7. ↑  Bauder, David. . Miami Herald. 2008-08-11  [2008-08-11].
8. ↑  Plume, Ken. . IGN. 2003-08-11  [2008-07-04]. （原始内容存档于2009-02-20）.
9. 1 2  Kurtz, Howard. . The Washington Post. 2004-10-23  [2008-07-08]. （原始内容存档于2020-09-06）.
10. ↑  Associated Press. . USA Today. 2004-03-18  [2008-08-13]. （原始内容存档于2010-05-25）.
11. ↑  Associated Press. . USA Today. 2006-08-25  [2008-08-13]. （原始内容存档于2010-05-25）.
12. ↑  CBC Arts. . CBC.ca. 2007-08-05  [2008-08-13]. （原始内容存档于2017-03-14）.
13. ↑  Staff writer. . CBC News. 2006-12-03  [2008-07-14]. （原始内容存档于2017-03-14）.
14. ↑  Dowd, Maureen. . Rolling Stone. 2006-10-31  [2007-08-26]. （原始内容存档于2007年8月18日）.
15. ↑  Kakutani, Michiko. . New York Times. 2008-08-15  [2008-08-17]. （原始内容存档于2020-08-06）.
16. ↑  . Washingtonpost.com. 2010-10-27  [2011-08-22]. （原始内容存档于2021-02-20）.
17. ↑  . Nydailynews.com. 2009-11-17  [2011-08-22]. （原始内容存档于2009-12-17）.
18. ↑  Agencies. . The Independent (London). 2008-09-19  [2008-11-18]. （原始内容存档于2020-08-06）.
19. ↑  Associated Press. . MSNBC. 2008-10-28  [2008-11-18]. （原始内容存档于2009-07-24）.
20. ↑  . . 第12季. 2007-05-21  [2012-02-19]. （原始内容存档于2008-04-05）.
21. ↑  Scott, A. O. . New York Times. 2004-10-31  [2008-07-14]. （原始内容存档于2009-04-15）.
22. 1 2  . Comedy Partners.   [2010-07-06]. （原始内容存档于2014-01-31）.
23. ↑  Karlin, Ben. . Washington Post. 2004-09-24  [2008-07-06]. （原始内容存档于2020-09-29）.
24. ↑  Gordon, Devin. . Newsweek. 2006-02-13  [2008-07-08]. （原始内容存档于2016-03-05）.
25. ↑  Carell, Steve. . Apple. 2008-06-19  [2008-07-08]. （原始内容存档于2012-03-10）.
26. ↑  Coyle, Jake. . The Seattle Times. 2008-07-07  [2008-07-08]. （原始内容存档于2012-08-25）.
27. ↑  Gray, Brandon. . Box Office Mojo. 2009-06-06  [2009-06-26]. （原始内容存档于2012-08-25）.
28. ↑  Farhi P. (2008). It's Funny How Funny Just the Facts Can Be （页面存档备份，存于）. Washington Post.
29. ↑  Segal, David. . The Washington Post. 2005-05-17  [2008-07-13]. （原始内容存档于2020-07-10）.
30. ↑  . IMdb.   [2008-07-13]. （原始内容存档于2021-03-08）.
31. ↑  Poniewozik, James. "The 100 Best TV Shows of All-TIME" （页面存档备份，存于） Time magazine. Retrieved September 17, 2010.
32. ↑  . Comedy Central Nedarland.   [2011-03-30]. （原始内容存档于2011-01-10）.
33. ↑  . Comedy Central Nederland.   [2011-03-30]. （原始内容存档于2011-07-14）.

## 更多資料
- Baym, Geoffrey. The Daily Show and the reinvention of political journalism （页面存档备份，存于）. Paper presented at the annual Pre-APSA Conference on Political Communication, Chicago, September 1, 2004.
- Holt, Jason. (ed.). The Daily Show and Philosophy: Moments of Zen in the Art of Fake News. (Wiley-Blackwell, 2007) ISBN 978-1-4051-6314-9
- Goodnow, Trischa. (ed.). "The Daily Show and Rhetoric: Arguments, Issues, and Strategies". (Lexington Books, 2011) ISBN 978-0739150030
- Jones, Jeffrey P. Entertaining Politics: New Political Television and Civic Culture.  Lanham, MD: Rowman & Littlefield, 2005.
- Rocca, Mo. Report From Philly: What's Wrong With Rabble Rousing? A Correspondent For "The Daily Show With Jon Stewart" Tried His Best To Ruffle Feathers At The Convention. A Web Exclusive By Mo Rocca. Newsweek.com. Aug 14, 2000.

## 外部連結
- The Daily Show with Jon Stewart （页面存档备份，存于）官方網站
- 互联网电影数据库（IMDb）上《每日秀》的资料（英文）
- 2004 interview with Daily Show executive producer Stewart Bailey （页面存档备份，存于）
- The Daily Show with Jon Stewart 加拿大官方網站
- 《每日秀》的官方Twitter （页面存档备份，存于）